# L.H.O.O.Q.
L.H.O.O.Q. és una obra de Marcel Duchamp, concebuda per primera vegada el 1919. El treball és un dels que Duchamp anomena ready-mades, o més concretament, un ready-made assistit. Ideat per primera vegada per ell mateix, un readymade consisteix a prendre objectes que han estat produïts en sèrie, normalment destinats a un ús utilitari i aliens a l'art per transformar-los en obres d'art pel simple fet que l'artista els triï i els canviï el nom (com el cas de La font), els signi o simplement els presenti a una exposició. En el cas d'L.H.O.O.Q. l'objet trouvé ('objecte trobat') és una reproducció d'una postal barata de La Gioconda de Leonardo da Vinci, en què Duchamp va dibuixar-li bigoti i barba en llapis i li afegí el títol.
El nom de l'obra, L.H.O.O.Q. (en francès, pronunciat /el aʃ o o ky/, èl ache o o qu), és un joc de paraules, ja que quan les lletres es pronuncien en francès formen la frase «Elle a chaud au cul», traduït literalment com 'Ella té el cul calent'.
Com va fer amb altres ready-mades, Duchamp va realitzar diverses versions d'L.H.O.O.Q. de diferents mides i en diferents suports al llarg de la seva carrera, una de les quals, una reproducció en blanc i negre no modificada de la Mona Lisa sobre la inscripció L.H.O.O.Q. rasée (literalment, L.H.O.O.Q. afaitada). La dona masculinitzada introdueix el tema del canvi de gènere, recurrent en la producció de Duchamp, que va adoptar el pseudònim femení de Rrose Sélavy, pronunciat Eros, c'est la vie ('Eros, això és la vida').
Segons la historiadora de l'art Rhonda Roland Shearer, la reproducció aparent de La Gioconda és en realitat una còpia parcialment inspirada en el mateix rostre de Duchamp.

## Versions
- 1919 - Col·lecció privada, París, en préstec al Musée National d'Art Moderne, Centre Georges Pompidou, París.
- 1920 - Localització desconeguda.
- 1930 - Rèplica de grans dimensions, París.
- 1940 - Reproducció en color de l'original. Va ser robada el 1981 i no s'ha recuperat.
- 1958 - Col·lecció d'Antoni Tàpies, Barcelona.
- 1960 - Oli sobre fusta. Col·lecció de Dorothea Tanning, Nova York.
- 1964 - Se'n van realitzar trenta-vuit rèpliques per a una edició limitada de Marcel Duchamp, propos et souvenirs, de Pierre de Massot. Col·lecció d'Arturo Schwarz, Milà.
- 1965 - L.H.O.O.Q. rasée (literalment, L.H.O.O.Q. afaitada) és una reproducció de la Mona Lisa en paper. La pintura no ha estat retocada, excepte per la presència de la inscripció LHOOQ rasée.